# Kỹ thuật cơ khí
Kỹ thuật cơ khí là một ngành Khoa học kỹ thuật, ứng dụng các nguyên lý vật lý, kỹ thuật và khoa học vật liệu để thiết kế, phân tích, chế tạo và bảo dưỡng các loại máy móc và hệ thống cơ khí. Nó là một lĩnh vực kỹ thuật liên quan đến thiết kế, chế tạo và vận hành máy móc. Kỹ thuật cơ khí là ngành lâu đời nhất, rộng lớn nhất của kỹ thuật.

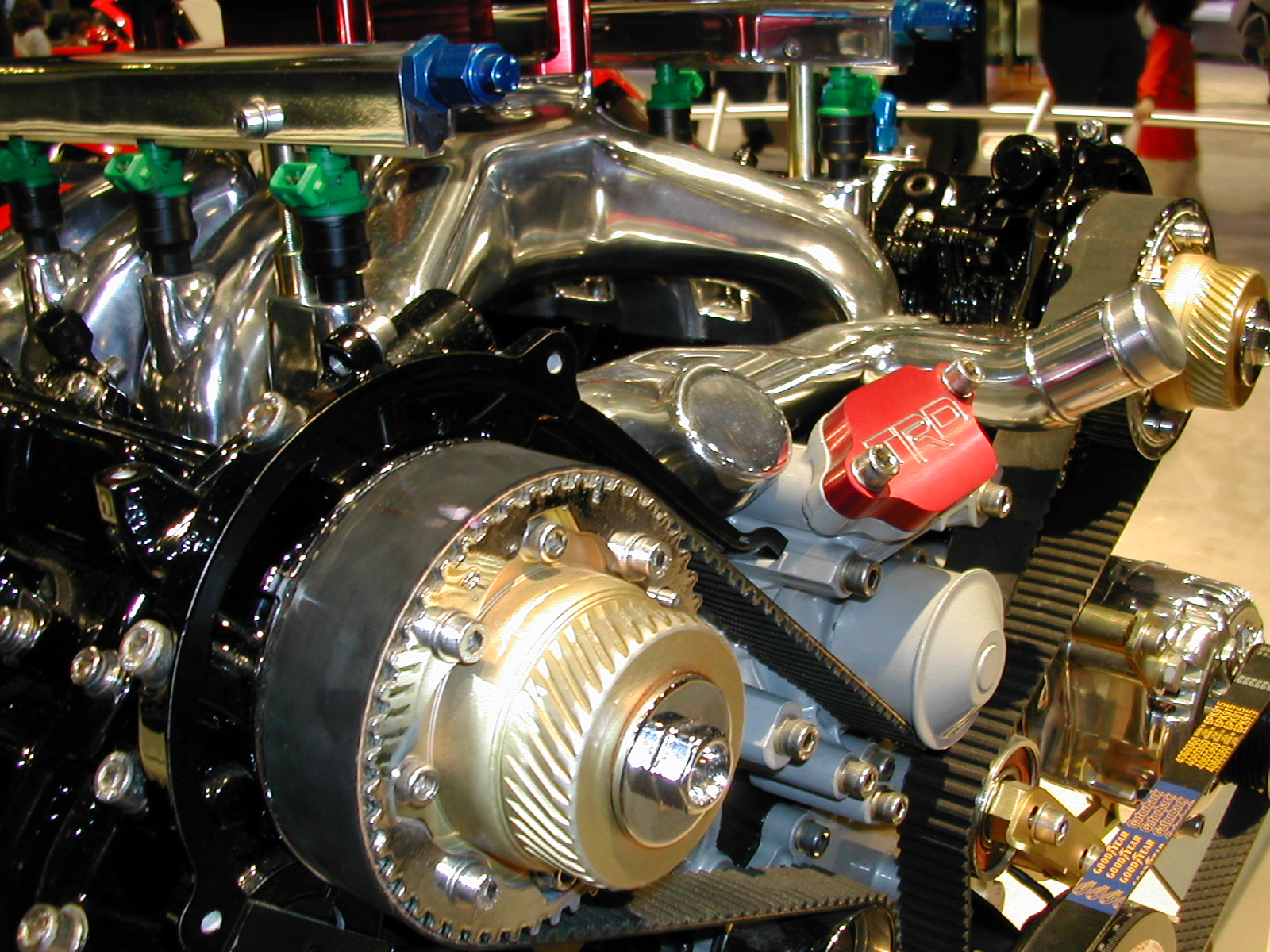
Một động cơ ô tô được tô màu

Lĩnh vực kĩ thuật cơ khí cần sự am hiểu về các lĩnh vực cốt lõi bao gồm cơ học, động lực học, nhiệt động lực học, khoa học vật liệu, phân tích cấu trúc và năng lượng. Ngoài những lĩnh vực cốt lõi trên, kĩ thuật cơ khí còn sử dụng các công cụ như thiết kế với sự trợ giúp của máy tính (CAD), và quản lí vòng đời sản phẩm để thiết kế và phân tích nhà máy sản xuất, thiết bị công nghiệp và máy móc, hệ thống nhiệt và làm lạnh, hệ thống giao thông, máy bay, tàu thủy, robot, thiết bị y học, vũ khí và những cái khác.
Kĩ thuật cơ khí nổi lên sau cuộc cách mạng công nghiệp ở châu Âu ở thế kỉ 18; tuy nhiên, sự phát triển của nó đã bắt đầu từ vài ngàn năm trước khắp thế giới. Những tiến bộ trong lĩnh vực vật lí trong thế kỉ 19 kéo theo sự sự phát triển của khoa học kĩ thuật cơ khí. Lĩnh vực này vẫn đang nỗ lực để kết hợp các tiến bộ; ngày nay, kĩ thuật cơ khí theo đuổi các tiến bộ trong các lĩnh vực như composite, cơ điện tử và công nghệ nano. Nó cũng bao gồm kĩ thuật hàng không vũ trụ, kĩ thuật luyện kim, kĩ thuật xây dựng, kĩ thuật điện, kĩ thuật chế tạo, kĩ thuật hóa học, kĩ thuật công nghiệp và các lĩnh vực kĩ thuật khác với những mức độ khác nhau. Nó cũng làm việc trong các lĩnh vực kĩ thuật y sinh, đặc biệt là cơ y sinh, hiện tượng giao thông, cơ điện tử sinh học, công nghệ nano sinh học và mô hình hệ thống sinh học.
Công nghệ cơ khí thường tạo ra các giả lập mô phỏng hoạt động của các đối tượng, như quy trình chế tạo thực tế theo trình tự tối ưu hóa sự thực hiện, hiệu quả kinh tế và chi phí năng lượng trước khi quyết định lựa chọn một thiết kế cụ thể.
Các bản vẽ kỹ thuật để chế tạo là sản phẩm cuối cùng của khâu thiết kế. Chúng phải thỏa mãn hai mục đích: bao gồm đầy đủ tất cả các thông tin cần thiết để chế tạo và cũng còn là một tiêu chí kiểm soát kỹ thuật đối với các mức độ sửa chữa. Trước cuối thế kỷ 20, rất nhiều bản vẽ kỹ thuật được thực hiện bằng tay với sự trợ giúp của bảng vẽ cơ khí. Sự ra đời của máy tính với giao diện người dùng đồ họa đã có thể giúp thực hiện được việc tạo ra các mô hình và các bản vẽ bằng các chương trình máy tính trợ giúp thiết kế (CAD).
Nhiều chương trình CAD hiện nay cho phép tạo ra các mô hình ba chiều để có thể nhìn từ mọi góc độ. Các chương trình CAD mô hình hóa vật thể đặc tiên tiến là một hệ thống thiết kế hiện thực ảo. Những mô hình đặc như vậy có thể được dùng làm cơ sở cho các phân tích phần tử hữu hạn (FEA) và/hoặc tính toán động lực dòng chảy (CFD) của thiết kế. Cho đến ứng dụng gia công với trợ giúp máy tính (CAM), những mô hình này cũng có thể được dùng trực tiếp bằng phần mềm để tạo 'lệnh" cho việc chế tạo ra các đối tượng được mô tả bởi các mô hình đó, thông qua các máy điều khiển số hóa bằng máy tính (CNC) hoặc các tiến trình tự động hóa mà không cần đến các bản vẽ trung gian.
Các chuyên ngành cơ bản của cơ khí bao gồm: động học, tĩnh học, sức bền vật liệu, truyền nhiệt, động lực dòng chảy, cơ học vật rắn, điều khiển học, khí động học, thủy lực, chuyển động học và các ứng dụng nhiệt động lực học. Các kỹ sư cơ khí cũng đòi hỏi phải có kiến thức và năng lực áp dụng những khái niệm trong môi trường kỹ thuật điện và hóa học. Với một mức độ nhỏ, cơ khí còn trở thành kỹ thuật phân tử - một mục tiêu viễn cảnh của nó là tạo ra một tập hợp phân tử để xây dựng được những phân tử và vật liệu bằng con đường tổng hợp cơ học.

## Lịch sử
Ứng dụng kỹ thuật cơ khí có thể thấy được qua nhiều thành tựu thời cổ đại và trung đại. Vào thời Hy Lạp cổ đại, các công trình của Archimedes (287-212 BC) có ảnh hưởng rất lớn đối với cơ học truyền thống ở phương Tây và Heron (c. 10 - 70 AD) ở Alexandria đã chế tạo ra động cơ hơi nước đầu tiên (Aeolipile). Ở Trung Quốc, Trương Hành (78 - 139 AD) đã phát minh ra đồng hồ nước và địa chấn kế. Ma Jun (200 - 265 AD) cũng đã phát minh ra xe ngựa với bộ truyền bánh răng vi sai. Nhà xác định thời khắc và kĩ sư Trung Quốc thời trung đại Tô Tụng (1020 - 1101 AD) đã kết hợp cơ cấu con ngựa và tháp đồng hồ thiên văn của ông ta hai thế kỉ trước khi các thiết bị dùng cơ cấu con ngựa được sử dụng trong các đồng hồ của châu Âu thời Trung Cổ. Ông cũng được biết đến là người sử dụng bộ truyền xích đầu tiên trên thế giới.
Vào thời đại hoàng kim của Hồi giáo (thế kỉ VII - thế kỉ XV), các nhà phát minh hồi giáo đã có nhiều đóng góp đáng ghi nhận. Al-Jazari là một trong số họ. Ông là tác giả của quyển sách cổ nổi tiếng "Kiến thức về các thiết bị cơ khí tinh xảo" vào năm 1206, trong đó trình bày rất nhiều thiết kế cơ khí. Ông cũng được coi là nhà phát minh của nhiều loại thiết bị cơ khí là căn bản của cơ học hiện nay như trục khuỷu và trục cam.
Trong thế kỷ 17, những đột phá quan trọng trong nền tảng cơ khí đã xảy ra ở Anh. Sir Isaac Newton đã xây dựng định luật Newton về chuyển động và phát triển Calculus, cơ sở toán học của vật lý học. Newton đã miễn cưỡng xuất bản tác phẩm của mình trong nhiều năm, nhưng cuối cùng ông cũng bị thuyết phục bởi các đồng nghiệp, như Sir Edmond Halley, làm lợi cho toàn nhân loại. Gottfried Wilhelm Leibniz cũng được ghi nhận là tạo ra Calculus trong khoảng thời gian này.
Trong cuộc cách mạng công nghiệp vào đầu thế kỉ XIX, máy công cụ được phát triển ở Anh, Đức và Scotlend đã đưa kỹ thuật cơ khí tách ra thành một lĩnh vực riêng biệt trong kĩ thuật. Các máy công cụ được dùng để chế tạo máy và các động cơ để cung cấp năng lượng cho chúng. Cộng đồng nghề nghiệp đầu tiên của Kĩ sư Cơ khí là Hiệp hội Kĩ sư Cơ khí được thành lập và năm 1847. Ba mươi năm sau, các kĩ sư xây dưng cũng sáng lập nên Hiệp hội Kĩ sư Xây dựng. Ở châu Âu, Johann von Zimmermann (1820 - 1901) đã xây dựng nhà máy đầu tiên về máy mài ở Chemnitz, Đức và năm 1948.
Ở Mỹ, Hiệp hội Kĩ sư Cơ khí Hoa Kỳ (ASME) được thành lập vào năm 1880, là hiệp hội kĩ thuật chuyên nghiệp thứ ba sau Hiệp hội kĩ sư Xây dựng Hoa Kỳ (1852) và Viện Kĩ sư mỏ Hoa Kỳ (1871). Những trường học đầu tiên ở Mỹ dạy kĩ thuật là Học viện Quân sự Hoa Kỳ (năm 1817), tổ chức hiện tại là Đại học Norwich (1819) và viện Bách Khoa Rensselaer (1825). Việc giảng dạy cơ khí xưa nay luôn dựa trên nền tảng toán học và khoa học.

## Các môn học
Những môn học cơ bản của kỹ thuật cơ khí thường bao gồm:
1. Toán học (toán chuyên đề, toán học tính toán, phương trình vi phân, và đại số tuyến tính)
2. Khoa học vật lí cơ bản (bao gồm vật lí và hóa học)
3. Cơ học lý thuyết (tĩnh học, động học và động lực học)
4. Sức bền vật liệu và cơ học kết cấu
5. Kỹ thuật vật liệu và composite
6. Nhiệt động học, truyền nhiệt, biến đổi năng lượng, và HVAC
7. Nhiên liệu, sự đốt và động cơ đốt trong
8. Cơ học chất lỏng (bao gồm: thủy tĩnh và thủy động)
9. Thiết kế máy và cơ cấu (gồm: động học và động lực học)
10. Dụng cụ và đo lường
11. Kỹ thuật chế tạo: công nghệ và quá trình
12. Rung động, lý thuyết và kỹ thuật điều khiển
13. Thủy lực và khí nén học
14. Cơ điện tử và Rô-bốt học
15. Thiết kế kỹ thuật và thiết kế sản phẩm
16. Vẽ kỹ thuật, CAD và CAM

Ngoài ra, các kỹ sư cơ khí cũng được trang bị kiến thức đại cương về các ngành: hóa học, vật lý, kỹ thuật hóa học, kỹ thuật xây dựng, và kỹ thuật điện, kỹ thuật điện tử để có thể thiết kế, chế tạo, sửa chữa các máy móc, trang thiết bị trong các ngành này.

## Các lĩnh vực con

### Cơ học
Tiêu đề chính: Cơ học

### Cơ điện tử và robot học
Tiêu đề chính: Cơ điện tử và robot học

### Phân tích cấu trúc
Tiêu đề chính: phân tích cấu trúc và phân tích hư hỏng

### Nhiệt động lực học và khoa học về nhiệt
Tiêu đề chính: Nhiệt động lực học

### Thiết kế và vẽ kĩ thuật
Tiêu đề chính: Vẽ kĩ thuật và CAD-CAE-CAM-CNC

### Danh sách
- Thuật ngữ kĩ thuật cơ khí
- Các địa danh kĩ thuật cơ khí lịch sử
- Các nhà phát minh
- Các đề tài kĩ thuật cơ khí
- Các kĩ sư cơ khí
- Các tạp chí liên quan
- Các công ty chế tạo thiết bị cơ khí, điện và điện tử theo doanh thu

### Các tổ chức
- Hiệp hội Kĩ sư về nhiệt, đông lạnh và điều hòa không khí Hoa Kỳ (ASHRAE)
- Hiệp hội Kĩ sư Cơ khí Hoa Kỳ (ASME)
- Pi Tau Sigma (hiệp hội danh dự kĩ thuật cơ khí)
- Hiệp hội Kĩ sư Ô tô (SAE)
- Hiệp hội Nữ Kĩ sư (SWE)
- Tổ chức Kĩ thuật Cơ khí (IMechE) (British)
- Tổ chức Kĩ sư Dịch vụ xây dựng có chứng nhận (CIBSE) (British)
- Verein Deutscher Ingenieure (VDI) (Germany)

### Wikibooks
- Cơ học kĩ thuật
- Động lực học kĩ thuật
- Âm học kĩ thuật
- Cơ học lưu chất
- Truyền nhiệt
- Kĩ thuật vi mô
- Kĩ thuật nano
- Pro/Engineer (ProE CAD)
- Sức bền vật liệu/ Cơ học vật rắn

### Khác
- Kỹ thuật
- Danh sách các Trường Đại học ở Việt Nam có đào tạo Kỹ sư Cơ khí